# Margherita III di Fiandra
Margherita III delle Fiandre, conosciuta anche come Margherita di Male, Margherita II di Borgogna e Margherita di Dampierre, in francese Marguerite III de Flandre (Maldegem, 13 aprile 1350 – Arras, 16 marzo 1405) contessa di Fiandra, di Nevers, di Rethel, di Borgogna e d'Artois e duchessa consorte di Borgogna ed erede del Ducato di Brabante e del Ducato di Limburgo.

## Origine
Nacque nell'aprile 1350, nel castello di Mâle (presso Bruges), secondo il Iohannis de Thilrode Chronicon, dal conte di Nevers (Luigi III), conte di Rethel (Luigi III), signore di Malines e conte di Fiandra, Luigi II di Male (1330–1384), e dalla moglie pretendente dei ducati di Brabante e Limburgo, Margherita del Brabante (1323-1368), figlia del duca di Brabante e Limburgo, Giovanni III, e di Maria d'Évreux, come ci conferma la Oude Kronik van Brabant (non consultata) ed il Trophees tant sacres que profanes de la duché de Brabant ..., Volume 1.
Luigi II di Male, nato anche lui nel castello di Mâle (presso Bruges), secondo il Iohannis de Thilrode Chronicon, dal conte di Nevers (Luigi II), conte di Rethel (Luigi II), signore di Malines e conte di Fiandra, Luigi I di Crécy (1304-1346), e da Margherita di Francia (1309-1382), che, come riportato dalla Continuatio Chronici Guillelmi de Nangiaco, era la figlia secondogenita del re di Francia e re di Navarra, Filippo V il Lungo, e della signora di Salins, contessa di Borgogna, contessa di Chalon e contessa d'Artois, Giovanna II, che, come ricordato dalla madre nel proprio testamento del 1328, Giovanna II era la figlia femmina primogenita del signore di Salins, conte di Chalon e conte di Borgogna, Ottone IV e dalla futura contessa regnante d'Artois, Matilde di Artois, che secondo le Gesta Philippi Tertii Francorum Regis, era la figlia primogenita del conte d'Artois, Roberto II il Nobile (1250-1302) e della signora di Conches Amici di Courtenay figlia di Pietro di Courtenay (1218 - † 1250), signore di Conches e di Mehun, e di Petronilla di Joigny, come ci conferma la Histoire généalogique de la Maison royale de Courtenay.

## Biografia
Il 5 dicembre 1355, morì il nonno materno, Giovanni III del Brabante, come ci conferma la Chronique des ducs de Brabant, Volume 2 e gli succedette la figlia primogenita, Giovanna del Brabante, che, in seconde nozze, aveva sposato Venceslao I di Lussemburgo, fratellastro dell'imperatore, Carlo IV; Luigi pretese da Giovanna e Venceslao, la dote della moglie Margherita, sorella di Giovanna. Non essendo stato esaudito, occupò il Brabante nel corso del 1356, obbligando i cognati a rifugiarsi nel Limburgo. Nel 1357, ottenute le città di Anversa e Malines, fece pace coi cognati e restituì il ducato, mantenendo il titolo, e garantendo ai suoi discendenti il diritto di successione sui ducati di Brabante e Limburgo.
Nel 1357, all'età di sette anni, Margherita di Male sposò, in prime nozze, il cugino, il Conte di Borgogna e di Artois e duca di Borgogna, Filippo di Rouvres (1346 † 1361), che, secondo la Histoire généalogique des ducs de Bourgogne de la maison de France, era l'unico figlio maschio del conte consorte di Alvernia e di Boulogne, Filippo di Borgogna (1323 - 1346) e della moglie, la contessa di Alvernia e di Boulogne, Giovanna I (1326 - 1360), l'unica figlia, ancora secondo la Histoire généalogique des ducs de Bourgogne de la maison de France, di Guglielmo XII d'Alvernia (1300-1332) e della moglie, Margherita d'Évreux(1307-1350).
Secondo la Histoire généalogique des ducs de Bourgogne de la maison de France, Filippo di Borgogna era il figlio maschio primogenito del Duca di Borgogna, Oddone IV e della moglie, la contessa di Borgogna e di Artois, Giovanna III detta anche Giovanna di Francia (1308-1347), figlia primogenita, ancora secondo la Histoire généalogique des ducs de Bourgogne de la maison de France, del re di Francia, Filippo V il Lungo, e della moglie, la contessa di Borgogna e di Artois, Giovanna II. L'accordo matrimoniale era stato siglato l'anno prima.
Nel 1360 alla morte della madre Giovanna, suo marito, Filippo, ereditò i titoli di conte d'Alvernia e di Boulogne.
Suo marito, Filippo, in quello stesso anno, fu dichiarato maggiorenne e si trovò a governare un insieme di ducati e contee notevole con territori che si estendevano dal sud della Francia sino al confine con le Fiandre ed inoltre, tramite la moglie, era anche erede delle Fiandre stesse e di alcuni feudi attorno alle Fiandre. Ma nel 1361, Filippo si ammalò e poco dopo morì, senza aver potuto consumare il matrimonio, data la ancor giovane età della moglie, Margherita, che, all'età di undici anni, rimase vedova, e le proprietà del marito vennero assegnate in questo modo: il re di Francia, Giovanni II il Buono (1319 † 1364), in quanto parente più prossimo (cugino primo di suo padre oltre che patrigno) del defunto, annesse alla corona, il ducato di Borgogna; mentre le contee di Borgogna, e Artois andarono alla prozia (sorella della nonna paterna, Giovanna III di Borgogna) di Filippo di Rouvres, Margherita di Francia, che era anche la nonna di Margherita; mentre le contee di Boulogne e Alvernia andarono al prozio (fratellastro del nonno materno, Guglielmo XII d'Alvernia) di Filippo di Rouvres, Giovanni I d'Alvernia.
Dopo che era rimasta vedova, suo padre, Luigi pensò di sposare la figlia, Margherita di Male, ora ereditiera oltre che delle contee di Fiandra, di Nevers e di Rethel anche delle contee di Borgogna e di Artois, a Edmondo, uno dei figli del re d'Inghilterra, Edoardo III. Sia il papa Urbano V, che il nuovo re di Francia, Carlo V si opposero al progetto (la Chronicon Angliæ 1328-1388 riferisce che un messo era stato inviato per ottenere la dispensa papale, per la consanguineità, che non fu concessa per le pressioni fatte dal re di Francia Carlo V),  e Carlo V, cedendo i tre distretti valloni di Lilla, Douai e Orchies, alla contea delle Fiandre, indusse Luigi ad accettare un matrimonio tra sua figlia, Margherita di Male ed il fratello del re di Francia, il nuovo duca di Borgogna, Filippo II l'Ardito. 

Nel 1368, dopo la morte della madre, Margherita divenne erede dei ducati di Brabante e Limburgo.
Nel 1369, a diciannove anni, Margherita sposò in seconde nozze il duca di Borgogna, che aveva ricevuto il ducato dal padre, nel 1364, Filippo II l'Ardito (1342 † 1404), della famiglia dei Valois, quarto figlio del re Giovanni il Buono e di Bona di Lussemburgo (1315 - 1349), come ci confermano sia il Iohannis de Thilrode Chronicon, che la Chronicon Angliæ 1328-1388, che ricorda che Filippo era stato prigioniero in Inghilterra assieme al padre, Giovanni.
Nel 1379, i tessitori di Gand, si ribellarono nuovamente padre di Margherita, il conte Luigi di Male, mentre Bruges gli rimase fedele, che pose il suo quartier generale proprio in Bruges. Gand si affidò alla guida di Philip van Artevelde (il figlio di Jacob van Artevelde), che dopo il fallimento delle trattative si mise a capo di una spedizione contro Bruges; il conte Luigi attaccò i rivoltosi in aperta campagna, ma venne respinto e Luigi riuscì a mettersi in salvo con grande difficoltà e Philip van Artevelde conquistò la città il 3 maggio 1382). Tutte le Fiandre, sino a Liegi, appoggiarono la rivolta. 
Luigi, con una fuga rocambolesca, si rifugiò a Lilla, dove, morta nel frattempo (9 maggio) la madre, Margherita di Francia, ereditò le contee di Borgogna e Artois e dove chiese aiuto al genero, il duca di Borgogna, Filippo II l'Ardito. Filippo accorse e, con l'aiuto del fratello, il nuovo re di Francia Carlo VI detto "il Beneamato", sconfisse le truppe ribelli (alle quali mancò l'appoggio del nuovo re d'Inghilterra, Riccardo II.) a Roosebeke (27 novembre 1382), dove Van Artevelde morì. Suo padre, Luigi rientrò in Bruges, ma si astenne dall'attaccare Gand, che, rifornita dagli inglesi, continuò a resistere.
suo padre, Luigi morì, il 30 gennaio 1384, senza poter vedere la riconquista della città, che avvenne circa due anni dopo (dicembre 1385). A Luigi di Male, in tutti i suoi possedimenti succedette Margherita di Male, assieme al marito, Filippo II l'Ardito, divenendo contessa Margherita III di Fiandra, di Nevers e di Rethel, e contessa Margherita II di Borgogna e Artois. Il marito Filippo occupò tutti i territori, ad eccezione delle città di Lilla, Douai e Orchies, estendendo la propria autorità su tutte le contee.
Nel periodo in cui Margherita divenne contessa, nelle Fiandre vi era ancora uno stato di guerra civile, nell'ambito della guerra dei cent'anni. Le Fiandre furono terreno di scontro tra inglesi e Franco-Borgognoni. Infatti Gand non aveva ancora accettato l'autorità della contessa anzi, con l'aiuto degli inglesi, aveva conquistato la città di Damme, dove gli inglesi appoggiati dalla popolazione, resistettero sei settimane all'assedio dei Franco-Borgognoni che infine la saccheggiano (1385).
Il 18 dicembre 1385 Gand aprì le porte ai conti di Fiandra, in cambio di un'amnistia generale ed il mantenimento dei suoi privilegi.
Nel novembre 1386, i francesi raccolsero in Fiandra un'imponente flotta (da 150 a 1.200 navi secondo le cronache) ed un esercito per invadere l'Inghilterra, ma per l'indecisione, la partenza fu ritardata ed infine annullata a causa della stagione avanzata.
Comunque la rivalità tra francesi e inglesi si spense anche per il fatto che in quel periodo presero vita diverse spedizioni per combattere gli infedeli, fossero essi Prussiani, Berberi o Turchi.
Nelle Fiandre, durante il governo di Margherita, fu adottato ufficialmente il fiammingo sia alla Corte della contea che alla Corte Suprema di Giustizia.
Margherita, nel 1404, rimase vedova per la seconda volta, e Margherita abdicò a tutti i suoi titoli, cosicché il mentre il figlio, Giovanni Senza Paura, che già aveva ereditato il ducato di Borgogna, gli subentrò in tutti i suoi titoli, ad eccezione della contea di Rethel che era stata appannaggio del terzogenito, Antonio, nel 1402. Margherita morì l'anno dopo, nel 1405, e, nel 1406, un anno dopo la sua morte, il figlio terzogenito, Antonio di Borgogna, ereditò i ducati di Brabante e Limburgo, cedendo la contea di Rethel al fratello Filippo.

## Discendenza
Margherita a Filippo I non diede figli.
Margherita a Filippo II diede otto figli:
- Giovanni Senza Paura[1] (Digione 1371 † ponte di Montereau 10 settembre 1419), duca e conte di Borgogna, e gli altri titoli;
- Carlo, (marzo 1372 † 13 luglio 1373);
- Antonio[1] (1384 † battaglia d'Agincourt 25 ottobre 1415), Conte di Réthel, nel 1402, e poi Duca di Brabante, nel 1406;
- Filippo[1] (ottobre 1389 † battaglia d'Agincourt 25 ottobre 1415), divenuto nel 1406 Conte di Nevers e di Réthel, per rinuncia dei suoi fratelli Giovanni ed Antonio;
- Margherita, (ottobre 1374 † Quesnoy 8 marzo 1441), sposò il 12 aprile 1385 Guglielmo IV, Conte di Hainaut e di Zelanda;
- Caterina (1378 † 26 gennaio 1426), sposò il 15 agosto 1393 il Duca d'Austria Leopoldo IV;
- Bona (1379 † 10 settembre 1399);
- Maria (1380 † 6 ottobre 1428), sposò nel maggio del 1401 il Conte e poi Duca di Savoia Amedeo VIII.

## Ascendenza
|                           |                         |                            | Genitori                |  |  | Nonni |  |  | Bisnonni          |  |  | Trisnonni              |  |
|                           |                         |                            |                         |  |  |       |  |  | Luigi I di Nevers |  |  | Roberto III di Fiandra |  |
|                           |                         |                            |                         |  |  |       |  |  | Luigi I di Nevers |  |  | Roberto III di Fiandra |  |
|                           |                         | Iolanda di Borgogna-Nevers |                         |  |  |       |  |  | Luigi I di Nevers |  |  |                        |  |
| Luigi I di Fiandra        |                         |                            |                         |  |  |       |  |  | Luigi I di Nevers |  |  |                        |  |
|                           |                         | Giovanna di Rethel         | Ugo IV di Rethel        |  |  |       |  |  |                   |  |  |                        |  |
|                           |                         | Giovanna di Rethel         | Ugo IV di Rethel        |  |  |       |  |  |                   |  |  |                        |  |
|                           |                         | Giovanna di Rethel         | Isabella di Grandpré    |  |  |       |  |  |                   |  |  |                        |  |
| Luigi II di Fiandra       |                         | Giovanna di Rethel         |                         |  |  |       |  |  |                   |  |  |                        |  |
|                           |                         | Filippo V di Francia       | Filippo IV di Francia   |  |  |       |  |  |                   |  |  |                        |  |
|                           |                         | Filippo V di Francia       | Filippo IV di Francia   |  |  |       |  |  |                   |  |  |                        |  |
|                           |                         | Filippo V di Francia       | Giovanna I di Navarra   |  |  |       |  |  |                   |  |  |                        |  |
| Margherita I di Borgogna  |                         | Filippo V di Francia       |                         |  |  |       |  |  |                   |  |  |                        |  |
|                           |                         | Giovanna II di Borgogna    | Ottone IV di Borgogna   |  |  |       |  |  |                   |  |  |                        |  |
|                           |                         | Giovanna II di Borgogna    | Ottone IV di Borgogna   |  |  |       |  |  |                   |  |  |                        |  |
|                           |                         | Giovanna II di Borgogna    | Mahaut d'Artois         |  |  |       |  |  |                   |  |  |                        |  |
| Margherita III di Fiandra |                         | Giovanna II di Borgogna    |                         |  |  |       |  |  |                   |  |  |                        |  |
|                           | Giovanni II di Brabante | Giovanni I di Brabante     |                         |  |  |       |  |  |                   |  |  |                        |  |
|                           | Giovanni II di Brabante | Giovanni I di Brabante     |                         |  |  |       |  |  |                   |  |  |                        |  |
|                           | Giovanni II di Brabante | Margherita di Dampierre    |                         |  |  |       |  |  |                   |  |  |                        |  |
| Giovanni III di Brabante  | Giovanni II di Brabante |                            |                         |  |  |       |  |  |                   |  |  |                        |  |
|                           |                         | Margherita d'Inghilterra   | Edoardo I d'Inghilterra |  |  |       |  |  |                   |  |  |                        |  |
|                           |                         | Margherita d'Inghilterra   | Edoardo I d'Inghilterra |  |  |       |  |  |                   |  |  |                        |  |
|                           |                         | Margherita d'Inghilterra   | Eleonora di Castiglia   |  |  |       |  |  |                   |  |  |                        |  |
| Margherita di Brabante    |                         | Margherita d'Inghilterra   |                         |  |  |       |  |  |                   |  |  |                        |  |
|                           |                         | Luigi d'Évreux             | Filippo III di Francia  |  |  |       |  |  |                   |  |  |                        |  |
|                           |                         | Luigi d'Évreux             | Filippo III di Francia  |  |  |       |  |  |                   |  |  |                        |  |
|                           |                         | Luigi d'Évreux             | Maria di Brabante       |  |  |       |  |  |                   |  |  |                        |  |
| Maria d'Évreux            |                         | Luigi d'Évreux             |                         |  |  |       |  |  |                   |  |  |                        |  |
|                           |                         | Margherita d'Artois        | Filippo d'Artois        |  |  |       |  |  |                   |  |  |                        |  |
|                           |                         | Margherita d'Artois        | Filippo d'Artois        |  |  |       |  |  |                   |  |  |                        |  |
|                           |                         | Margherita d'Artois        | Bianca di Bretagna      |  |  |       |  |  |                   |  |  |                        |  |
|                           |                         | Margherita d'Artois        |                         |  |  |       |  |  |                   |  |  |                        |  |

### Fonti primarie
- (LA)  Monumenta Germaniae Historica, Scriptores, tomus XXV.
- (LA)  Chronique des ducs de Brabant, Volume 2.
- (LA)  Recueil des historiens des Gaules et de la France. Tome 20.
- (LA)  Chronicon Angliæ 1328-1388.
- (FR)  Diplomatum Belgicorum nova collectio, sive supplementum ad opera diplomatica Auberti Miræi (Brussels), Tome IV.
- (LA)  Histoire généalogique de la Maison royale de Courtenay.

### Letteratura storiografica
- A. Coville, "Francia. La guerra dei cent'anni (fino al 1380)", cap. XVI, vol. VI (Declino dell'impero e del papato e sviluppo degli stati nazionali) della Storia del Mondo Medievale, 1980, pp. 608–641.
- A. Coville, "Francia: armagnacchi e borgognoni (1380-1422)", cap. XVII, vol. VI (Declino dell'impero e del papato e sviluppo degli stati nazionali) della Storia del Mondo Medievale, 1980, pp. 642–672.
- Bernard L. Manning, "Inghilterra: Edoardo III e Riccardo II", cap. XIX, vol. VI (Declino dell'impero e del papato e sviluppo degli stati nazionali) della Storia del Mondo Medievale, 1980, pp. 718–783.
- Paul Fournier, "Il regno di Borgogna o d'Arles dal XI al XV secolo", cap. XI, vol. VII (L'autunno del Medioevo e la nascita del mondo moderno) della Storia del Mondo Medievale, 1981, pp. 383–410.
- Henry Pirenne, "I Paesi Bassi", cap. XII, vol. VII (L'autunno del Medioevo e la nascita del mondo moderno) della Storia del Mondo Medievale, 1981, pp. 411–444.
- (FR)  Chroniques des ducs de Brabant, composées par Adrian de Barland.
- (FR)  Histoire généalogique des ducs de Bourgogne de la maison de France.
- (FR)  Trophées tant sacrés que profanes du duché de Brabant.